# مستضد شائع لكريات الدم البيضاء
عائلة المستضد الشائع لكريات الدم البيضاء (بالإنجليزية: Leucocyte common antigen )‏ هي عبارة عن مجموعة من البروتينات السكرية ذات الوزن الجزيئي المرتفع حيث تظهر بشكل منفرد على أسطح جميع كريات الدم البيضاء وأيضاً على الخلايا الأولية المولدة لمكونات الدم .
وأعضاء هذه العائلة تختلف على حسب التسلسل البروتيني الخاص بها وبنيتها الكربوهيدراتية . ويقوم كل تجمع من كريات الدم البيضاء بالتعبير عن المستضدات الشائعة لها بنمط معين . «الخلايا الأولية المولدة لكريات الدم التي تتواجد في الغدة الصعترية» تقوم بالتعبير عن الشكل ذو الأقل وزن جزيئي ، بينما تعبر الخلايا الليمفاوية البائية عن الشكل ذو الأعلى وزن جزيئي . وتقوم الخلايا الليمفاوية التائية بالتعبير عن مجموعة متنوعة من الأشكال المتوسطة . وبالنسبة لجميع هذه الأشكال أو النماذج في جميع تلك الخلايا ، فإن المستضدات الشائعة لكريات الدم البيضاء تمثل إحدى المكونات الرئيسية لأغشية الخلايا الليمفاوية حيث تحتل ما يصل إلى (10%) من سطحها .